# Монтрозеїт
Монтрозеї́т, монтроузи́т (рос. монтрозеит (монтроузит); англ. montroseite; нім. Montroseit m) — мінерал, оксигідроксид ванадію ланцюжкової будови.

## Загальний опис
Хімічна формула: VO(OH). V частково заміщається Fe.
Склад у % (з родововища Мотроз, штат Колорадо, США): V2O3 — 11,10; V2O5 — 66,90; FeO — 8,26; H2O — 4,82.
Домішки: SiO2, Al2O3.
Сингонія ромбічна.
Ромбодипірамідальний вид.
Спайність досконала.
Дрібнокристалічний.
Густина 4,0-4,4.
Твердість 4-4,2.
Колір і риса чорні. Блиск напівметалічний до алмазного. Злам раковистий. Крихкий. Непрозорий.
Зустрічається у розсіяному вигляді в пісковиках. Вважається первинним мінералом. Великі поклади знайдені в шт. Колорадо (США). Відомі асоціації з урановою смолкою, коффінітом, піритом, ґаленітом та іншими сульфідами. Руда ванадію.
Назва — за місцем першої знахідки — в Montrose, шт. Колорадо, США, (A.D.Weeks, E.A.Cisney, A.M.Sherwood, 1950).